# Alan Sokal
Alan David Sokal (född 1955) är professor i fysik vid New York University och författare. Han fick sin doktorsexamen från Princeton University 1981. Hans forskning inom teoretisk fysik handlar om statistisk mekanik, kvantfältteori, matematisk fysik och beräkningsfysik. 
Sokal är dock mest känd för allmänheten på grund av Sokalaffären, då han 1996 skickade in en bluffartikel till tidskriften Social Text, en postmodern tidskrift som behandlar "cultural studies". Hans syfte med bluffen var att parodiera och belysa problemet med att postmoderna tänkare ibland lånar termer från vetenskapen och använder dem utan att förstå dem och utan att motivera varför. Hans syfte var också att motverka den kunskapsteoretiska relativism som säger att vetenskapen bara är en social konstruktion.
Bluffen avslöjades snart därefter i en artikel i tidskriften Lingua Franca. Han sade där bland annat att hans avsikt var att "försvara vänstern från ett trendigt segment av sig själv".
Detta följdes upp av boken Impostures Intellectuelles skriven tillsammans med Jean Bricmont vid universitetet i Louvain i Belgien. Boken följer upp de tidigare artiklarna och kritiserar ett antal tänkare som Jacques Lacan, Jean Baudrillard, Julia Kristeva, Jacques Derrida och Gilles Deleuze. Boken gavs först ut på franska och senare på engelska som Fashionable Nonsense i USA och Intellectual Impostures i Storbritannien.
Sokal är politiskt vänsterorienterad och undervisade i matematik vid Universidad Nacional Autónoma de Nicaragua under sandinistregeringen.